# Jonas Kaufmann
Pour les articles homonymes, voir Kaufmann.
Répertoire
Italien, français, allemand, anglais
Jonas Kaufmann est un ténor d'opéra allemand, né le 10 juillet 1969 à Munich. Son répertoire est très varié comprenant à ses débuts les rôles lyriques de ténor des opéras de Mozart, du jeune Verdi, de l'opéra français, de Wagner tout en développant son art du Lied. Il aborde ensuite le répertoire lyrico-spinto des opéras italiens des XIXe et XXe siècles, poursuit et approfondit les rôles de l'opéra français, et aborde les emplois principaux d'Heldentenor chez Wagner. Il s'illustre également dans l'opérette allemande et autrichienne des années 20-30, la chanson italienne et napolitaine ou la musique de film.
Il se produit sur toutes les scènes d'opéra et les salles de concert en Europe mais aussi aux États-Unis, en Amérique latine en Chine, au Japon, en Australie.

## Biographie

### Débuts
Jonas Kaufmann est né à Munich en 1969 dans une famille de musiciens amateurs. Il prend des leçons de piano et intègre la chorale de son école.
Il démarre ses études supérieures en étudiant les mathématiques, tout en intégrant la Hochschule für Musik und Theater München. Il en est diplômé comme chanteur de concert et d'opéra en 1994. Il participe également aux master-classes de James King, Hans Hotter et Josef Metternich.
En 1994, il est engagé comme ténor soliste dans la troupe du Théâtre national de la Sarre et expérimente toute sorte de rôles différents de Gonzalve (l'Heure espagnole, 1994) à Nemorino (Elisir d'amore, 1995), en langue allemande, en passant par de nombreux rôles d'opérettes, avant de donner un nouveau cours à sa carrière au bout de deux ans après avoir pris des cours auprès de Michael Rhodes, il devient soliste indépendant.
Dès ses débuts il a la chance de travailler avec de grands metteurs en scène tels que Martin Kušej pour sa prise de rôle en Jacquino dans Fidelio en 1998 à l'Opéra de Stuttgart, puis Olivier Py pour La Damnation de Faust en 2002, à Genève, où la mise en scène est très controversée mais où Jonas Kaufmann s'impose. « Il y en a peu pour atteindre ces aigus de cette manière » note le journal suisse Le Temps qui en rend compte. Il travaille également ce Faust de la Damnation de Faust de Berlioz avec le chef d'orchestre Antonio Pappano, alors directeur musical du théâtre de la Monnaie à Bruxelles aux côtés de Suzanne Graham et de José van Dam dans une production de Roland Aeschlimann, captée par Pierre Barré en 2002. Encore jeune ténor, Jonas Kaufmann multiplie les rôles, se produisant parfois dans des opéras rares comme Die drei Wünsche  de Carl Loewe (1996), Ekkehard de Johann Joseph Abert (1999), Der Vampyr de Marschner où il tient le rôle d'Aubry (1999), Die Jakobsleiter  de Arnold Schönberg (2003), qui bénéficient d'un enregistrement, parfois avec des grands chefs d'orchestre comme John Eliot Gardiner pour un enregistrement de l'Obéron de Weber (2005), ou Amin Jordan pour Die Königskinder de Humperdinck (2005).
Il interprète tour à tour de nombreux rôles mozartiens, Tamino dans la Flûte enchantée, Don Ottavo dans Don Giovanni, Ferrando dans Cosi Fan Tutte, Tito dans La clemenza di Tito, Belmonte dans Die Entführung aus dem Serail, le rôle-titre dans Idoménéo. Il se réfère souvent dans les entretiens à son Ferrando dans le Cosi Fan Tutte mis en scène par Giorgio Strehler au Piccolo Teatro de Milan en 1998, le metteur en scène lui ayant fait confiance, après l'avoir trouvé « trop vieux » pour le rôle et lui ayant appris à se tenir sur scène.
Au début des années 2000, Jonas Kaufmann est engagé par l'Opéra de Zurich. Il y chante de nombreux rôles de premier plan, étant l'un des ténors soliste de la maison, comme le duc de Mantoue dans Rigoletto, Rodolfo dans la Bohème de Puccini, ou encore le Faust de Charles Gounod en 2004 et le plus rare, Nina O Sia La Pazza Per Amore de Paisiello en 2002 avec Cecilia Bartoli, Florestan dans Fidelio de Beethoven en 2004 sous la direction de Nikolaus Harnoncourt et aux côtés de la Leonora de Camilla Nylund, et le Fils du Roi dans Les Enfants du roi (Königskinder) d'Humperdinck en 2010.

### Ascension internationale
C'est son succès au Met dans La Traviata en 2006, avec Angela Gheorghiu, qui est le moteur de son accession à un rang mondial. « Le Met a accueilli un nouveau ténor sous le nom d'Alfredo : Jonas Kaufmann, un jeune Allemand à la voix magnifiquement construite » souligne par exemple l'article du New York Times et les engagements internationaux se multiplient alors. Jonas Kaufmann lui-même date de cette Traviata au Met son ascension en tant que star internationale : «  La percée sur le plan international ce fut, en 2006, La Traviata au Metropolitan Opera aux côtés d’Angela Gheorghiu. Après, même en Europe, on m’a regardé différemment. » confie-t-il au Devoir lors d'un entretien en 2014.
Il interprète plusieurs rôles sur toutes les places internationales dont Don José dans Carmen (Bizet), d'abord à Londres puis à la Scala de Milan en 2009 pour l'ouverture de la saison. En 2010, sa prise de rôle en Werther à Paris est saluée par la critique, spécialement au sein du public français, qui l'avait assez peu remarqué jusque-là et sa performance de la saison 2010 à Paris avec Sophie Koch fait date.
La même année 2010, il est Florestan dans la nouvelle production de Fidelio, mise en scène par Calixto Bieito aux côtés d'Anja Kampe, souvent reprise à l'Opéra de Munich par la suite, et en particulier en 2019 avec les mêmes interprètes, sous la direction du directeur musical Kiril Petrenko.
Jonas Kaufmann ouvre à nouveau la saison de la Scala en décembre 2012 avec Lohengrin dirigé par Daniel Barenboïm, et fête l'année Wagner avec Parsifal au Met. Il aborde d'ailleurs Lohengrin dès 2009 à l'Opéra de Munich puis en 2010 au festival de Bayreuth où il fait ses débuts
Pendant l'année 2013, il ajoute à son répertoire trois des rôles verdiens plus spinto marquant l'évolution de sa voix : Don Carlos à l'opéra de Munich, au Royal Opera House de Londres puis à Salzbourg lors du festival de l'été 2013, Manrico dans Il Trovatore dans une mise en scène d'Olivier Py et Alvaro dans La Forza del destino à l'Opéra de Munich dans une mise en scène de Martin Kuzej. Ces trois séries de représentations le voient associé à la soprano Anja Harteros.
Durant l'année 2014, Jonas Kaufmann aborde un nouveau rôle, celui de Des Grieux dans Manon Lescaut  à Londres sous la direction d'Antonio Pappano, avec Kristine Opolais dans le rôle-titre. Le couple se formera à nouveau en novembre 2015 cette fois sous la baguette d'Alain Altinoglu à l'Opéra de Munich. Entretemps c'est à l'Opéra de Vienne et avec Nina Stemme, que Kaufmann devient le bandit au grand coeur de la Fanciulla del West de Puccini.
En 2015, Jonas Kaufmann commence par son premier Andrea Chénier (Giordano) au Royal Opéra House en janvier, puis il interprète Aida, à l'Académie Santa-Cecilia de Rome en version concertante, sous la direction d'Antonio Pappano, avec Anja Harteros, mais aussi avec Ludovic Tézier, Erwin Schrott et Ekaterina Semenchuk, Le CD sort chez Warner Classics en septembre 2015 et se voit salué. Puis il interprète un double rôle (Cavalleria rusticana et Pagliacci) avant de se lancer dans une tournée Opérettes, Du bist die Welt für mich où il rend hommage aux grands compositeurs et interprètes d'opérettes autrichiennes et allemandes, de Vienne à Berlin, de l'entre-deux-guerres.
Il réalise sa première tournée au Japon et en Corée puis donne un concert Puccini à La Scala de Milan, où il aborde son premier Nessun dorma. Il participe aux Chorégies d'Orange avec son Don José dans Carmen, avant d'aborder une nouvelle mise en scène (de son ami Claus Guth) pour Fidelio au festival d'été 2015 de Salzbourg.
Richard Wagner n'est pas en reste dans les interprétations du ténor, qui aborde Siegmund au Met dans La Walkyrie en 2011 dont il sortira un coffret DVD du cycle mis en scène par Robert Lepage, rôle qu'il reprendra à Munich durant le festival d'été de 2018, au cours d'un cycle complet du Ring et Walter des Maîtres Chanteurs de Nuremberg à l'Opéra de Munich sous la baguette de Kiril Petrenko en 2016.
L'Opéra de Paris sous la direction de Stéphane Lissner lui offre deux rôles importants, une nouvelle Damnation de Faust en décembre 2015 sous la direction de Philippe Jordan, dont la mise en scène de Alvis Hermanis est huée dès le premier soir et une prise de rôle dans Les Contes d'Hoffmann d'Offenbach à laquelle il doit finalement renoncer, il s'adresse au public par un message où il explique sa situation et ses regrets. En effet un hématome sur les cordes vocales le conduit à annuler nombre de ses engagements de septembre 2016 à janvier 2017. Après avoir plusieurs fois annoncé son retour Jonas Kaufmann remonte sur scène en janvier 2017, à l'Opéra de Paris, dans le rôle-titre de Lohengrin.

### Otello et Tristan
Jonas Kaufmann participe ensuite à la nouvelle mise en scène de Warlikowski, toujours à l'Opéra de Paris, pour un Don Carlos, version française de l'opéra de Verdi, avec Sonya Yoncheva, Ildar Abdrazakov, Elina Garanča  et Ludovic Tézier. Fêté alors sur toutes les scènes, Jonas Kaufmann s'exprime ainsi sur son propre art dans un portrait-interview réalisé à cette occasion par le journal Les Échos : « Jouer sur scène, au fond, ce n'est pas un jeu, ça ne peut pas être artificiel, cela doit être une réaction naturelle du corps, de la voix. (…) J'ai besoin d'éprouver ce que mon personnage éprouve.» (…) Vous savez, moi, je viens de Munich. C'est presque comme une ville du nord de l'Italie. Ma rigueur germanique est corrigée par une fantaisie italienne. »
Il aborde enfin le rôle très attendu d'Otello, souvent considéré comme l'Everest des ténors, à Londres en juin 2017 sous la direction d'Antonio Pappano, directeur musical du Royal Opera House. Le Monde, dans son article intitulé « Otello, belle prise de guerre du ténor, Jonas Kaufmann », souligne : « Car, pour appartenir à la catégorie des ténors di forza, à l’instar des Pollione (Norma, de Bellini) ou des verdiens Manrico (Il trovatore), Alvaro (La Forza del destino) ou Radamès (Aïda), le rôle d’Otello réclame aussi beaucoup de nuances et un art du cantabile », pour ajouter « Et cela, qui mieux que Jonas Kaufmann peut l’incarner, maître de la demi-teinte ».
En 2018, Jonas Kaufmann réalise d'abord une tournée de quatorze concerts avec Diana Damrau autour des Italianisches Liederbuch d'Hugo Wolf et entre quelques représentations d'Andrea Chenier au Liceu puis à Vienne, il entreprend de donner l'acte 2 seul de Tristan und Isolde, en version concert, à Boston puis à Carnegie Hall à New York. Durant l'été, au festival de Munich, il est Parsifal dans une nouvelle production de Pierre Audi dont les décors sont réalisés par l'artiste peintre Georg Baselitz, sous la direction de Kiril Petrenko et aux côtés de Nina Stemme en Kundry puis Siegmund dans la Walküre, première journée du Ring complet dirigé par Kiril Petrenko. Entre les deux, il donne un concert gala à la Waldbühne de Berlin, avec la mezzo-soprano Anita Rachvelishvili, autour d'airs italiens.
En 2019, il part en tournée de cinq concerts pour le cycle Das Lied von der Erde de Gustav Mahler.
Il chante également au Rolex Ambassadors Gala à la Scala de Milan avec Placido Domingo, Sonya Yoncheva et Juan Diego Florez le 23 juin 2019 avant de se rendre en Australie, en août 2019, pour trois prestations en version-concert d'Andrea Chénier (Umberto Giordano), à Sydney puis à Melbourne avec Eva-Marie Westbroek et Ludovic Tézier.
Fin 2019, Jonas Kaufmann réalise sa prise de rôle en Paul dans Die tote Stadt de Erich Korngold à l'Opéra de Munich, sous la direction de Kirill Petrenko.
Durant les restrictions sanitaires liées à la pandémie, les activités du ténor se poursuivent dans le cadre du confinement en 2020 et 2021.
Un CD d'un enregistrement studio de Otello de Verdi sort en juin 2020 chez Sony, et Antonio Pappano et Jonas Kaufmann en assurent la promotion par une série d'entretien filmés et diffusés.
Un autre enregistrement réalisé par Jonas Kaufmann et le pianiste Helmut Deutsch durant le confinement, sort début septembre : c'est un récital de Lieder allemands de la période romantique, qui faisaient partie de leurs « bis » de concert.
Début 2021, à Madrid, à l'occasion d'une conférence de presse, Jonas Kaufmann lance un appel à la réouverture des salles de concert.
Mais celles-ci restent fermées de longs mois et les artistes se produisent le plus souvent sans public mais avec retransmission vidéo. Ainsi Kaufmann est-il sur scène dans Aida, nouvelle production de Lotte de Beer à l'Opéra de Paris aux côtés de Sondra Radvanovsky et Ludovic Tézier en février, puis dans Parsifal  à l'Opéra d'État de Vienne le 11 avril lors d'une représentation unique sans public, avec Elina Garanča, Ludovic Tézier, Georg Zeppenfeld, sous la direction de Philippe Jordan et dans une mise en scène de Kirill Serebrennikov. En mai 2021, le public est autorisé à revenir en salle et Jonas Kaufmann peut alors faire sa prise de rôle en Tristan (l'autre Everest des ténors) dans Tristan und Isolde de Richard Wagner, avec Anja Harteros sous la direction de Kirill Petrenko dans une mise en scène de Warlikowski à l'opéra de Munich, ouvrant le festival d'été 2021. Les représentations sont très attendues après des mois de fermeture des salles.

## Suites de la carrière
Le 17 août 2021, lors d'un récital-gala qui se joue à guichets fermés, Jonas Kaufmann réalise ses débuts aux Arènes de Vérone, où il revient en 2022 pour une séance d'Aida puis en août 2023 à nouveau pour un gala, avec Ludovic Tézier et Sonya Yoncheva.
C'est également le retour du ténor aux États-Unis avec une tournée de récital de Lieder, accompagné du pianiste Helmut Deutsch en octobre 2021 avant deux prises de rôles début 2022 : le rôle-titre de Peter Grimes dans l'opéra de Benjamin Britten à l'Opéra de Vienne, rôle qu'il reprend en septembre 2022 à l'Opéra de Munich, puis Calaf dans une version concertante de Turandot, avec Sondra Radvanovsky dans le rôle-titre, sous la direction d'Antonio Pappano à l'auditorium Santa Cecilia de Rome qui a suivi et couronné un enregistrement studio de l'intégrale, version dite Alfano I, de l'oeuvre inachevée de Puccini. Le ténor fait ses débuts dans un opéra mis en scène aux arènes de Vérone, dans le rôle de Radamès dans Aida le 28 août 2022, rôle à nouveau repris en janvier 2023 à l'Opéra de Vienne avec « une constellation de stars » dont Anna Netrebko et Elina Garanca.
Malgré quelques soucis de santé en février et mars qui le conduisent à annuler des prestations, Jonas Kaufmann aborde l'un de derniers rôles de heldentenor de Richard Wagner qui manque à son répertoire, celui de Tannhäuser, au festival de Pâques de Salzbourg pour trois représentations sous la direction d'Andris Nelsons. Dans la foulée il est Siegmund dans Die Walküre à l'Opéra de Naples aux côtés de la soprano Vida Miknevičiūtė, puis après une tournée de six concerts sur le thème "Verdi und Verismo", de Munich à Hambourg, il chante Andrea Chénier pour deux représentations à la Scala de Milan aux côtés de la Maddalena de Sonya Yoncheva avant de reprendre en juin, l'un des rôles où il a acquis sa stature de  « superstar tenor », le Werther mis en scène par Benoit Jacquot, au Royal Opera House de Londres sous la direction d'Antonio Pappano. Le critique souligne ainsi « Had primo tenore Jonas Kaufmann been alive in the time of Massenet, then on this showing I have no doubt he would have written the role of Werther specifically with the German tenor in mind ». Victime à nouveau de problèmes de santé, le ténor se produit à la Waldbühne de Berlin dans un concert-récital le 9 juillet 2023, mais doit annuler successivement sa participation au concert du 14 juillet à Paris puis  à une version-concert d'Otello au Festival d'Aix-en-Provence quelques jours plus tard. Et c'est à l'Opéra de Sydney qu'il fait une nouvelle prise de rôle, celle d'Enzo dans la Gioconda, aux côtés de  Saioa Hernandez et de Ludovic Tézier en août 2023.
En septembre 2023, Jonas Kaufmann participe, pour cinq représentations données au Park Avenue Armory à New York, au spectacle original monté par Claus Guth autour du cycle de Lieder de Schubert Schwanengesang, sous le titre de Doppelgänger, qui met en scène les visions torturées d'un soldat de la Première Guerre Mondiale,,. Il fait ensuite son retour au Wiener Staatsoper pour interpréter le rôle-titre d'Otello aux côtés du Iago de Ludovic Tézier puis Calaf dans Turandot de Puccini, aux côtés d'Asmik Grigorian dans le rôle-titre, dans une nouvelle mise en scène de Claus Guth. Il termine l'année 2023 en participant comme en 2022 aux trois soirées du Philharmonique de Berlin pour la Nouvelle Année sous la direction de Kiril Petrenko où il interprète Siegmund aux côtés de la Sieglinde de Vida Miknevičiūtė dans l'acte 1 de Die Walküreet reprend ce rôle de Siegmund toujours aux côtés de Vida Miknevičiūtė en avril 2024 au San Carlo de Naples.
Durant l'année 2024, il chante à nouveau Enzo dans la Gioconda lors de deux séries de représentations mises en scène, d'abord au Festival de Pâques de Salzbourg sous la direction d'Antonio Pappano, puis fin avril au Teatro San Carlo de Naples sous la direction de Pinchas Steinberg. C'est Anna Netrebko qui chante le rôle-titre dans les deux cas.
Jonas Kaufmann retourne à Londres en mai pour le gala d'adieu de Antonio Pappano qui quitte ses fonctions de directeur musical occupées depuis 2002, puis en juin en reprenant son Andrea Chénier dix ans après sa prise de rôle dans ce même lieu avec le même chef et dans la même mise en scène de Mc Vicar.
Après un retour à Munich en Radamès (Aida) dans la nouvelle mise en scène de Damiano Michieletto, une série de concerts de Lieder durant l'été, un retour aux Arènes de Vérone en Cavaradossi (Tosca) et deux versions concertantes de l'acte de Tristan und Isolde dans le cadre du festival de Gstaad puis de celui de Baden Baden, Jonas Kaufmann entame une tournée de onze concerts en Europe, pour la promotion de son nouveau CD, Puccini Love Affairs, où il honore la mémoire du compositeur italien dont on fête le centenaire du décès,,,. Il est la vedette avec Anna Netrebko du concert donné par la Scala de Milan pour ce centenaire de Puccini, le 29 novembre 2024, initialement prévu avec l'orchestre sous la direction de Riccardo Chailly et qui est finalement accompagné d'un piano à la suite d'un mouvement de grève en Italie. Le concert est retransmis sur Arte.
Il apporte publiquement à cette occasion son soutien à Anna Netrebko, en dénonçant le boycott dont elle est victime dans certaines salles et certains pays « Quoi qu’elle fasse maintenant, elle est indésirable en Occident et persona non grata en Russie ».
En janvier 2025, il reprend le rôle de Canio dans Pagliacci dix ans après ses débuts à Salzbourg et se distingue en interprétant également le Prologue de Tonio écrit pour voix de baryton,, rôle qu'il reprend à nouveau à Munich en mai, juin et juillet.

## Nouvelles fonctions de directeur artistique àErl
Jonas Kaufmann est nommé le 2 juin 2023, nouveau directeur artistique du festival tyrolien d'Erl à compter de septembre 2024,. Le festival fête ses vingt-cinq ans et le conseil d'administration a choisi le ténor parmi 42 candidats en lice « La nomination de Jonas Kaufmann offre les meilleures conditions pour un développement durable du festival, son influence dans la région et son attrait international. »,,. Jonas Kaufmann est présent tout au long de la première saison d'hiver du festival d'Erl sous sa direction artistique, en décembre 2024 et janvier 2025 et sa présence est saluée. La Bohème en version mise en scène, I Puritani en version concert sont donnés dans ce cadre et la renommée du ténor attire spectateurs et presse pour en rendre compte. Et, pour les deux représentations de I puritani, c'est le ténor Levy Sekgapane qui assure finalement le rôle d'Arturo, et les sopranos Jessica Pratt puis Lisette Oropesa se succèdent pour celui d'Elvira, René Barbera et Suzana Markova étant tombés malades, aux côtés de Mattia Olivieri en Sir Riccardo Forth.

## Voix et style
Ténor lyrique « spinto », Jonas Kaufmann a une voix sombre de baryton tout en chantant les rôles de ténors dans les répertoires italiens, français, allemands, anglais. C'est aussi un interprète de Lieder généralement accompagné du pianiste Helmut Deutsch qui a été son professeur dans ce domaine. C'est l'un des ténors les plus recherchés sur les scènes internationales,,, du fait de la variété de son répertoire et d'une présence sur scène généralement appréciée du public comme des critiques.

## Vie privée
Le 8 avril 2014, le site officiel de Jonas Kaufmann annonce publiquement que le couple formé avec la mezzo-soprano Margarete Joswig se sépare.
Il se remarie en janvier 2019 avec la metteuse en scène Christiane Lutz, qu'il avait rencontrée alors qu'elle était assistante de Claus Guth à l'occasion des représentations de Lohengrin au théâtre de la Scala à Milan. Leur fils Valentin est né en février 2019. C'est le quatrième enfant de Jonas Kaufmann, qui a déjà une fille Charlotte, et deux fils, Fabio et Mario avec sa première femme.

## Discographie
- Loewe, Die drei Wünsche, Capriccio (1996), rôle : Hassan, direction : Peter Falk
- Abert, Ekkehard, Capriccio (1998), réédition en janvier 2020[118], rôle : Ekkehard, direction : Peter Falk
- Marschner, Der Vampyr, Capriccio (1999), rôle : Edgar, direction : Helmuth Froschauer (de)
- Beethoven, 9. Sinfonie, Hänssler Classics (2002), direction : Roger Norrington
- Schoenberg, Die Jakobsleiter, Harmonia Mundi (2003), direction : Kent Nagano
- Weber, Oberon, Philips (2005), rôle : Hüon, direction : John Eliot Gardiner
- Humperdinck, Königskinder, Accord (2005), rôle : Königssohn, direction : Armin Jordan
- Strauss, Strauss Lieder, Harmonia Mundi (2006), piano : Helmut Deutsch
- Romantic arias, Decca (2008), direction Marco Armiliato[119]
- Puccini, Madame Butterfly, Emi Classics (2009), rôle : Benjamin Franklin Pinkerton, direction Antonio Pappano
- Sehnsucht, Decca (2009), direction : Claudio Abbado
- Schubert, Die Schöne Müllerin, Decca (2009), piano : Helmut Deutsch
- Verismo Arias, Decca (2010), direction : Antonio Pappano
- Beethoven, Fidelio, Decca (2011), rôle : Florestan, direction : Claudio Abbado[120],[121]
- Bizet, Carmen, Emi Classics (2012), rôle : Don José, direction : Simon Rattle
- Wagner, Die Walküre, Mariinsky (2013), rôle : Siegmund, direction : Valery Gergiev
- Wagner, Jonas Kaufmann-Wagner, Decca (2013), direction : Donald Runnicles[122]
- Verdi, The Verdi Album, Sony (2013), direction : Pier Giorgio Morandi, (ASIN B00BT70IWS)[123],[124]
- Schubert, Winterreise, Sony (2014), piano : Helmut Deutsch
- Du bist die Welt für mich, Sony (2014), direction : Jochen Rieder (de)[125]
- You mean the World to me, Sony (2014), direction : Jochen Rieder
- Puccini, The Puccini Album, Sony (2015), direction : Antonio Pappano
- Verdi, Aïda, Sony (2015), direction : Antonio Pappano
- Dolce Vita, Sony Music Entertainment, (2016). Orchestra Del Teatro Massimo Di Palermo, direction : Asher Fisch
- Le Chant de la Terre de Mahler, Sony Music Entertainment, Orchestre philharmonique de Vienne, par Jonathan Nott, sortie le 7 avril 2017, (ASIN B01MZZXR1G).
- L'opéra, Sony Classical, Bayerisches Staatsorchester, sous la direction de Bertrand de Billy, sortie en septembre 2017[126]
- An Italian night, concert à la Waldbühne de Berlin du 14 juillet 2018, avec Anita Rachvelishvili, sortie en septembre 2018. Sony Classical, CD[127].
- Hugo Wolf : Italienisches Liederbuch, tournée 2018 de Jonas Kaufmann et de Diana Damrau avec le pianiste Helmut Deutsch en Europe. Sortie du CD en janvier 2019. Erato[128].
- Wien : airs d'opérettes et mélodies viennoises, avec la participation de Rachel Willis-Sorensen, accompagnement par le Wiener Philharmoniker sous la direction de Adam Fischer, Sony Classical, sortie en octobre 2019.
- Otello (Verdi) : enregistrement dans les studios de Santa Cecilia à Rome, orchestre de la Santa Cecilia, direction Antonio Pappano, avec Jonas Kaufmann (Otello), Federica Lombardi (Desdemona), Carlos Alvarez (Iago) - Sortie en juin 2020 - Sony Classical[129].
- Selige Stunde : album de choix de Lieder de Schubert, Beethoven, Liszt, Brahms, Chopin, Wolf, etc., accompagnement par Helmut Deutsch au piano. Sony Classical, sortie le 4 septembre 2020[130].
- It's Christmas : album d'air de noël de tous les pays, CD Sony Classical, sortie novembre 2020[131].
- Liszt - Freudvoll und Leidvoll: album de choix de Lieder de Liszt, accompagnement par Helmut Deutsch au piano. Sony Classical, sorti le 17 septembre, 2021[132].
- It's Christmas - Extended Version: album d'air de noël de tous les pays, CD Sony Classical, avec 7 chansons de plus par rapport à It's Christmas, sortie le 29 octobre, 2021.
- Jonas Kaufmann, the Tenor :  airs d'opéras, Sony Classical, April 29, 2022[133]
- Jonas Kaufmann, Ludovic Tézier, Insieme, Opéras duets, sortie le 7 octobre 2022, Sony Classical[134].
- Turandot (Puccini): enregistrement dans les studios de Santa Cecilia à Rome, orchestre de la Santa Cecilia, direction Antonio Pappano, avec Jonas Kaufmann (Calaf), Sondra Radvanovsky (Turandot), Ermonela Jaho (Liù), Michele Pertusi (Timur) et Michael Spyres (empereur de Chine) - Sortie en mars 2023 - Warner Classics[135]
- The Sound of Movies : airs extraits de musique de film, avec le Czech National Symphony Orchestra sous la direction de Jochen Rieder et la participation de Milos Karadaglic - Sony Classical - septembre 2023.
- Parsifal : intégrale de l'opéra de Richard Wagner, avec l'orchestre de l'opéra de Vienne sous la direction de Philippe Jordan, Jonas Kaufmann (Parsifal), Elina Garanca (Kundry), Georg Zeppenfeld (Gurnemanz), Ludovic Tézier (Amfortas) - Mars 2024 - Sony Classical[136].
- Puccini Love Affairs : duos extraits des opéras de Puccini, par Jonas Kaufmann avec Pretty Yende, Anna Netrebko, Sonya Yoncheva, Asmik Grigorian, Maria Agresta, Malyn Bystrom, avec l'orchestre du Teatro Comunale de Bologne, sous la direction musicale d'Asher Fisch, Sony Classical, septembre 2024.

## Vidéographie
- Paisiello, Nina ossia la Pazza per Amore (en), Arthaus (2002)
- Monteverdi, Il ritorno d'Ulisse in patria, Arthaus (2002)
- Wagner, Tannhäuser, Emi Classics (2003)
- Beethoven, Fidelio, TDK (2004)
- Schubert, Fierrabras, Emi Classics (2007)
- Mozart, La clemenza di Tito, Emi Classics (2007)
- Bizet, Carmen, Decca (2008)
- Wagner, Lohengrin, Decca (2009)
- Strauss, Der Rosenkavalier, Decca (2009)
- Wagner, Lohengrin, Decca (2010)
- Massenet, Werther, Decca (2010)
- Cilea, Adriana Lecouvreur, Decca (2011)
- Wagner, Die Walküre, Deutsche Grammophon (2011)
- Puccini, Tosca, Decca (2011)
- Humperdinck, Königskinder, Decca (2012)
- Puccini, Tosca, Emi Classics (2012)
- Wagner, Der Ring des Nibelungen, Deutsche Grammophon (2012)
- Verdi, Verdi: Requiem, Decca (2013)
- Wagner, Wagner Anniversary Concert in Dresden, Unitel Classica (2013)
- Wagner, Parsifal, Sony (2014)
- Gounod, Faust, Decca (2014)
- Verdi, Don Carlo, Sony (2014)
- Strauss, Ariadne auf Naxos, Sony (2014)
- Bizet, Carmen, Decca (2014)
- Jonas Kaufmann - Du bist, die Welt für mich, Live in Berlin, Sony (2014)
- Puccini, Manon Lescaut, Sony (2015)
- Puccini, La Fanciulla del West, Sony (2015)
- Verdi, La forza del destino, DVD / Blu-ray, Sony (2016)
- Mascagni, Cavalleria rusticana / Leoncavallo: Pagliacci, DVD / Blu-ray, Sony (2016), (Live-Aufnahme Salzburger Osterfestspiele 2015)
- Puccini, An evening with Puccini, réal. Brian Large - d'après un Live à La Scala le 14 juin 2015 - Sony (2016)
- Jonas Kaufmann : Live from Baden Baden, gala du festival, Blu-ray, Anja Harteros, Ekaterina Gubanova, Bryn Terfel, Sony Music Entertainment (2016) (ASIN B01L0RHZNQ)
- Beethoven, Fidelio, DVD Sony (2016), (Live-Aufnahme Salzburger Festspiele 2015)
- Giordano, Andrea Chénier, DVD / Blu-ray, Warner (2016), (Live-Aufnahme 2015)
- Verdi, Otello, DVD / Blue-ray, Sony (2018), (représentation de juin 2017)
- An Italian night, DVD / Blu-Ray, concert à la Waldbühne de Berlin, Sony Classical (2018)
- "A world star in private", film, sortie sur Amazon Prime Video
- "Jonas Kaufmann, My Vienna", film, sortie au cinéma, DVD et Blue ray[137]
- Sommernachts Konzert 2020, Schönbrunn, Wiener Philharmoniker, Valéry Gergiev, Jonas Kaufmann[138]
- Korngold, Die tote Stadt, DVD/Blu-ray (2021)[139]

## Livres
- 2010, Thomas Voigt, Jonas Kaufmann, Meinen die wirklich mich?, Henschel-Verlag, Leipzig  (ISBN 978-3-89487-669-2).
- 2010, Evelyn Rillé, Johannes Ifkovits, Die Oper kocht ", Opera Rifko Verlag  (ISBN 978-3950295603).
- 2014, Karin Jacobs-Zander, Lebenslotsen - Wie Vorbilder und Werte uns leiten, Ellert und Richter Verlag  (ISBN 978-3-8319-0573-7).
- 2015, Thomas Voigt, Jonas Kaufmann Tenor Henschel Bärenreiter, Leipzig 2015  (ISBN 978-3-89487-938-9).
- 2019, Thomas Voigt, In conversation with Jonas Kaufmann (with contributions from Placido Domingo, Antonio Pappano, Anja Harteros, Weidenfeld and Nicholson, first edition in 2017, paperbook in 2019.
- 2019, Jonas Kaufmann - Eine Bilderreise - Christine Cerletti, Thomas Voigt, Nikolaus Bachler - Verlag für moderne Kunst GmbH[140]

## Filmographie
- 2014 : Casanova Variations, film de Michael Sturminger (sorti le 19 novembre) : Comte Branicki.
- 2017 : Jonas Kaufmann, tenor for the ages (Ténor pour l'Éternité), documentaire, réalisation John Bridcut, en anglais, © Crux Productions MMXVII.
- 2020 : Jonas Kaufmann - Ein Weltstar ganz privat, documentaire, Amazon Prime[141]

## Récompenses
Beaucoup des récompenses ci-dessous sont répertoriées dans l'ouvrage de Thomas Voigt "Jonas Kaufmann, in conversation with"
- 2007 Gramophone Award 2007, Strauss-Lieder, CD[143]
- 2008 Grands prix internationaux du disque, Diapason d’or, Romantic Arias, CD
- 2008 Qobus/Classica: Le meilleur disque de 2008, Romantic Arias, CD[144]
- 2009 Gramophone Award 2009, Madame Butterfly, CD[145]
- 2009 Prix Caecilia 2009, Sehnsucht, CD
- 2009 Diapason d’or 2009, Romantic Arias, CD
- 2010 ECHO Klassik „Bester Sänger des Jahres“ für die Einspielung Sehnsucht
- 2010 Orphée d’or „Wolfgang Wagner“ 2010, Sehnsucht, CD
- 2010 Diapason d’or 2010, Die schöne Müllerin, CD
- 2010 Diapason d’or 2010, Verismo Arias, CD
- 2011 Gramophone Award 2011, Verismo Arias, CD[146]
- 2011 Diapason d’or 2011, Werther, DVD
- 2012 Medaille für besondere Verdienste um Bayern in einem Vereinten Europa
- 2012 Gramophone Award 2012, Fidelio, CD[147]
- 2013 International Opera Award, prix des lecteurs[148]
- 2013 International Opera Award, prix de l'interprète masculin[148]
- 2013 Die Goldene Deutschland
- 2013 Bayerischer Kammersänger – verliehen im Anschluss der Vorstellung Il trovatore am 8. Juli 2013
- 2013 ECHO Klassik „Sänger des Jahres“ für die Einspielung Kaufmann Wagner
- 2013 ECHO Klassik „Operneinspielung des Jahres“ (19. Jh.): Mariinsky Orchestra/Valery Gergiev, Wagner: Die Walküre
- 2013 ECHO Klassik „Musik-DVD-Produktion des Jahres“: Robert Lepage/Deutsche Grammophon, Der Ring des Nibelungen
- 2013 Gramophone Award 2013, Wagner, CD[149]
- 2014 Goldene Schallplatte für das Verdi-Album; verliehen im Anschluss des Liederabends Winterreise in Graz am 4. April 2014
- 2014 ECHO Klassik „Solistische Einspielung des Jahres/Gesang“ (The Verdi Album)
- 2014 Gramophone Classical Music Award 2014 Solo Vocal (Schubert – Winterreise, Jonas Kaufmann und Helmut Deutsch)
- 2014 Bambi in der Kategorie „klassische Musik“[150]
- 2015 International Opera Award, prix des lecteurs[151]
- 2015 ECHO Klassik „Sänger des Jahres“ für die Einspielung Du bist die Welt für mich[152]
- 2015 Premio Puccini 2015[153]
- 2016 Verdienstkreuz am Bande des Verdienstordens der Bundesrepublik Deutschland
- 2016 ECHO Klassik „Bestseller des Jahres“ für das Puccini-Album Nessun Dorma[154]
- 2016 Jahrespreis für die Studioaufnahme der Aida (2015) beim Preis der Deutschen Schallplattenkritik
- 2017 ECHO Klassik „Bestseller des Jahres“ für das Album Dolce Vita[155]
- 2018 Officier de l'Ordre des Arts et des Lettres[156]
- 2018 Bayerischer Maximiliansorden für Wissenschaft und Kunst[157]
- 2019 Goldener Rathausmann der Stadt Wien[158]
- 2020 Ehrendoktor am Royal College of Music[159]
- 2020 Opus Klassik, pour la catégorie  „Klassik ohne Grenzen“ pour son album Wien[160]
- 2021 Österreichischer Musiktheaterpreis – Medien-Sonderpreis[161]
- 2021 Opus Klassik, pour la catégorie  „Operneinspielung / Musik bis 19. Jh.“ pour son album Otello
- 2022 Titre de  Kammersänger du Wiener Staatsoper [162]
- 2022 "Premio Corelli100", Premier prix "Corelli" attribué à Ancone à Jonas Kaufmann, pour le centenaire de Franco Corelli[163].
- 2022 Premier "prix international Casa Museo Enrico Caruso"[164]
- 2022 : Opus Klassik, Male Singer of the Year, pour l'album Liszt  "Freudvoll and Leidvoll"[165].
- 2022 : Opus Klassik, Opera Recording: Marlis Petersen, Jonas Kaufmann, Kirill Petrenko, Bayerisches Staatsorchester, Korngold, Die Tote Stadt[166].
- 2022 : Bayerischer Verfassungsorden[167]
- 2024 : Jonas Kaufmann est nommé à l'Ordre de Chevalier de la Légion d'Honneur française[168].
- 2025 : le DVD Parsifal de l'Opéra de Vienne obtient le prix du Meilleur enregistrement d’opéra de l'année 2024 aux ICMA